# Record de France du 5 000 mètres
Pour un article plus général, voir Records de France d'athlétisme.
Les records de France seniors du 5 000 mètres sont actuellement détenus par Jimmy Gressier avec le temps de 12 min 51 s 59 (2025), et chez les femmes par Margaret Maury avec le temps de 14 min 43 s 90 (2004).

## Record de France masculin
| Temps          | Athlète                | Date              | Lieu              |
| -------------- | ---------------------- | ----------------- | ----------------- |
| 18 min 7 s     | Charles Meslin         | 2 septembre 1894  | Paris             |
| 18 min 3 s 4   | Joseph Genet           | 6 octobre 1895    | Paris             |
| 16 min 56 s 2  | C. Pican               | 25 octobre 1896   | Paris             |
| 16 min 34 s 6  | Georges Touquet-Daunis | 31 octobre 1897   | Paris             |
| 16 min 29 s 2  | Georges Touquet-Daunis | 22 mai 1899       | Meyzieux          |
| 15 min 51 s 4  | Henri Deloge           | 4 novembre 1900   | Paris             |
| 15 min 48 s 8  | Jean Bouin             | 2 août 1908       | Colombes          |
| 15 min 38 s 8  | Jean Bouin             | 30 mai 1909       | Colombes          |
| 15 min 11 s 4  | Jean Bouin             | 16 novembre 1911  | Colombes          |
| 14 min 36 s 8  | Jean Bouin             | 10 juillet 1912   | Stockholm         |
| 14 min 36 s 8  | Roger Rochard          | 9 septembre 1934  | Turin             |
| 14 min 35 s 8  | Jacques Vernier        | 11 juillet 1948   | Colombes          |
| 14 min 20 s 6  | Jacques Vernier        | 29 août 1949      | Göteborg          |
| 14 min 19 s 0  | Alain Mimoun           | 22 juillet 1952   | Helsinki          |
| 14 min 7 s 4   | Alain Mimoun           | 24 juillet 1952   | Helsinki          |
| 14 min 5 s 8   | Michel Bernard         | 21 août 1958      | Stockholm         |
| 13 min 55 s 6  | Michel Bernard         | 23 juillet 1960   | Colombes          |
| 13 min 55 s 6  | Robert Bogey           | 18 juin 1961      | Lille             |
| 13 min 53 s 8  | Robert Bogey           | 23 juillet 1961   | Colombes          |
| 13 min 53 s 6  | Robert Bogey           | 13 septembre 1962 | Belgrade          |
| 13 min 50 s 2  | Michel Jazy            | 2 juillet 1963    | Moscou            |
| 13 min 50 s 2  | Michel Bernard         | 9 septembre 1963  | Torhout           |
| 13 min 49 s 4  | Michel Jazy            | 8 juillet 1964    | Cologne           |
| 13 min 46 s 8  | Michel Jazy            | 26 septembre 1964 | Fontainebleau     |
| 13 min 34 s 4  | Michel Jazy            | 6 juin 1965       | Lorient           |
| 13 min 29 s 0  | Michel Jazy            | 11 juin 1965      | Paris             |
| 13 min 27 s 6  | Michel Jazy            | 30 juin 1965      | Helsinki          |
| 13 min 26 s 6  | Jacky Boxberger        | 18 août 1976      | Zurich            |
| 13 min 23 s 6  | Jacky Boxberger        | 24 août 1977      | Zurich            |
| 13 min 20 s 24 | Francis Gonzalez       | 18 juin 1979      | Stockholm         |
| 13 min 14 s 60 | Pascal Thiébaut        | 4 juillet 1987    | Oslo              |
| 13 min 14 s 47 | Antonio Martins        | 11 août 1992      | Monaco            |
| 13 min 13 s 20 | Mohamed Ezzher         | 17 juin 1995      | Villeneuve-d'Ascq |
| 13 min 2 s 15  | Mustapha Essaïd        | 28 août 1998      | Bruxelles         |
| 12 min 58 s 83 | Ismaïl Sghyr           | 28 juillet 2000   | Oslo              |
| 12 min 56 s 09 | Jimmy Gressier         | 21 juillet 2023   | Monaco            |
| 12 min 55 s 97 | Jimmy Gressier         | 30 mai 2024       | Oslo              |
| 12 min 55 s 76 | Etienne Daguinos       | 11 juillet 2025   | Monaco            |
| 12 min 51 s 59 | Jimmy Gressier         | 20 juin 2025      | Paris             |

## Record de France féminin
| Temps          | Athlète             | Date             | Lieu        |
| -------------- | ------------------- | ---------------- | ----------- |
| 16 min 42 s 0  | Patricia Deneuville | 18 octobre 1981  | Athis-Mons  |
| 15 min 52 s 60 | Joëlle De Brouwer   | 3 juin 1983      | Louvain     |
| 15 min 32 s 92 | Annette Sergent     | 22 juillet 1986  | Paris       |
| 15 min 18 s 24 | Annette Sergent     | 26 août 1988     | Berlin      |
| 15 min 16 s 44 | Annette Sergent     | 7 septembre 1990 | Athènes     |
| 15 min 16 s 41 | Farida Fatès        | 21 août 1994     | Cologne     |
| 15 min 16 s 13 | Joalsiae Llado      | 4 juin 1998      | Saint-Denis |
| 15 min 11 s 26 | Joalsiae Llado      | 14 juillet 1998  | Rome        |
| 15 min 4 s 85  | Yamna Belkacem      | 3 juillet 1999   | Saint-Denis |
| 15 min 3 s 47  | Yamna Belkacem      | 27 août 1999     | Séville     |
| 14 min 58 s 18 | Fatima Yvelain      | 7 septembre 1999 | Berlin      |
| 14 min 57 s 05 | Yamna Belkacem      | 16 juillet 2000  | Gateshead   |
| 14 min 47 s 79 | Yamna Belkacem      | 1er août 2000    | Stockholm   |
| 14 min 43 s 90 | Margaret Maury      | 3 septembre 2004 | Bruxelles   |

## Records de France en salle

### Hommes
Deux records de France en salle du 5 000 m ont été homologués par la Fédération française d’athlétisme.
| Temps          | Athlète    | Date            | Lieu     |
| -------------- | ---------- | --------------- | -------- |
| 13 min 58 s 84 | Eric Dubus | 4 janvier 1998  | Bordeaux |
| 13 min 11 s 13 | Bob Tahri  | 14 février 2010 | Metz     |

### Femmes
Un seul record de France en salle du 5 000 m a été homologué par la Fédération française d’athlétisme.
| Temps          | Athlète      | Date            | Lieu   |
| -------------- | ------------ | --------------- | ------ |
| 15 min 31 s 62 | Liv Westphal | 6 décembre 2014 | Boston |

## Sources
- DocAthlé2003, Fédération française d'athlétisme, p.40, 41 et 48
- Chronologies des records de France seniors plein air sur cdm.athle.com
- Chronologies des records de France seniors en salle sur cdm.athle.com